# Burgh Castle
Burgh Castle est un village et une paroisse civile du Norfolk, en Angleterre. Il est situé sur les berges de la Waveney, au cœur du parc national des Broads, à environ 6 km à l'ouest de la ville côtière de Great Yarmouth. Administrativement, il dépend du district non métropolitain de Great Yarmouth. Au moment du recensement de 2011, il comptait 1 150 habitants.

## Histoire
Le fort romain de Burgh Castle est couramment identifié à Gariannonum, l'un des forts du système défensif de la Côte saxonne mentionné dans le Notitia dignitatum, mais il pourrait s'agir en fait d'un autre fort romain situé dans le village voisin de Caister-on-Sea. Au début de l'époque normande, une motte castrale est édifiée sur les ruines du fort romain de Burgh Castle.
D'après Bède le Vénérable, le moine irlandais Fursy fonde vers 630 un monastère à Cnobheresburg, dans le royaume d'Est-Anglie. Ce site est couramment identifié à Burgh Castle.
Jusqu'en 1974, Burgh Castle dépend du district rural de Lothingland, qui relève lui-même du comté de Suffolk. La moitié nord de ce district, avec Burgh Castle, est transférée au Norfolk en vertu du Local Government Act 1972.

## Source
- (en) Cet article est partiellement ou en totalité issu de l’article de Wikipédia en anglais intitulé « Burgh Castle » (voir la liste des auteurs).

## Note et référence
1. ↑  (en) « Key Figures for 2011 Census: Key Statistics », sur Neighbourhood Statistics, Office for National Statistics (consulté le 16 août 2016).